# 레우 가말류
레오나르두 가말류 지 소우자(포르투갈어: Leonardo Gamalho de Souza, 1986년 1월 30일 ~ )는 짧게 레오 가말류(포르투갈어: Léo Gamalho)라고도 불리며, 브라질의 축구 선수로 포지션은 스트라이커이다. 현재 크리시우마 EC에서 활약하고 있다. 플레이 스타일이 즐라탄 이브라히모비치와 비슷하여, 가말료비치(Gamalhović)라는 별명을 가지고 있다.

## 선수 경력
레우 가말류는 2005년 SC 인테르나시오나우에서 데뷔하였으며, 2006년 보타포구 FR로 이적하였다. 2007년에는 아메리카 지 나타우로 이적하였다.
2009년 3월 레우 가말류는 중국 갑급리그의 선양 둥진으로 이적하였다. 이듬해에 푸둥 중방으로 이적하였다.
2018년 1월 1일 대한민국 K리그1의 포항 스틸러스로 이적하였으며, 데뷔전인 대구 FC와의 개막전에서 페널티 킥 골을 포함하여 두 골을 기록하며 화려하게 데뷔하였다.
2018시즌이 끝나고 레우 가말류는 포항 스틸러스와 결별했고, 크리시우마 EC에 합류했다.